# Arkport (New York)
Arkport est un village du comté de Steuben, dans l'État de New York, aux États-Unis,. En 2010, il comptait une population de 844 habitants.

## Démographie
Lors du recensement de 2010, la ville comptait une population de 844 habitants, tandis qu'en 2019, elle est estimée à 791 habitants.